# Meromyza canadensis
Meromyza canadensis är en tvåvingeart som beskrevs av Lidia Ivanovna Fedoseeva 1971. Meromyza canadensis ingår i släktet Meromyza och familjen fritflugor.
Artens utbredningsområde är Saskatchewan. Inga underarter finns listade i Catalogue of Life.